# シクロペンテン
シクロペンテン(Cyclopentene)は、分子式がC5H8のシクロアルケンである。無色の液体で、ガソリンのような臭いを持つ。大量に合成されており、モノマーとしてプラスチックの合成に、また様々な化学合成に使われる。消防法による第4類危険物 第1石油類に該当する。